# マティアス・レキ
マティアス・レキ（Matías Lequi, 1981年5月13日 - ）は、アルゼンチン・ロサリオ出身の元サッカー選手。現役時代のポジションはディフェンダー（センターバック）。　

## 経歴
2003年、スペインのアトレティコ・マドリードに移籍し、2003-04シーズンは34試合に出場した。2004-05シーズンに在籍したSSラツィオではわずか6試合の出場にとどまり、2005年9月1日にセルタ・デ・ビーゴにレンタル移籍した。この夏のセルタ14人目の新戦力であった。1年後、セルタに完全移籍した。2006年12月13日のUEFAカップ・USチッタ・ディ・パレルモ戦ではフェルナンド・バイアーノへのクロスがバイアーノの得点のアシストとなった。2006-07シーズンをもってセグンダ・ディビシオンに降格したが、2007-08シーズンもセルタでのプレーを選択した。2008年夏、自由契約となった。2009年、ギリシャのイラクリス・テッサロニキFCと契約した。

## タイトル
CAリーベル・プレート
- プリメーラ・ディビシオン : 2001-02C, 2002-03C